# Guntur Ariyadi
Guntur Ariyadi (sinh ngày 18 tháng 3 năm 1987) là một cầu thủ bóng đá người Indonesia thi đấu cho Madura United ở Liga 1.

## Danh hiệu

### Danh hiệu câu lạc bộ
Persik Kediri
- Liga Indonesia Premier Division (1): 2006

Barito Putera
- Liga Indonesia Premier Division (1): 2011-12